# Atletismo nos Jogos Olímpicos de Verão de 2016 - Maratona masculina

Largada da maratona.

A competição da maratona masculina do atletismo nos Jogos Olímpicos de Verão de 2016 aconteceu no dia 21 de agosto no percurso iniciado no Sambódromo da Marquês de Sapucaí.

## Calendário
Horário local (UTC−3).
| Data                  | Horário | Fase  |
| --------------------- | ------- | ----- |
| Domingo, 21 de agosto | 9:30    | Final |

## Medalhistas
| Ouro   | KEN Eliud Kipchoge |
| Prata  | ETH Feyisa Lilesa  |
| Bronze | USA Galen Rupp     |

## Recordes
Antes desta competição, os recordes mundiais e olímpicos da prova eram os seguintes:
| Tipo | Atleta         | Tempo   | Local  | Data                   |
| ---- | -------------- | ------- | ------ | ---------------------- |
|      | Patrick Makau  | 2:03:38 | Berlim | 25 de setembro de 2011 |
|      | Samuel Wanjiru | 2:06:32 | Pequim | 24 de agosto de 2008   |

## Resultados
| Pos.              | Atleta                      | CON                                | Tempo   | Notas                |
| ----------------- | --------------------------- | ---------------------------------- | ------- | -------------------- |
| Medalha de ouro   | Eliud Kipchoge              | KEN Quênia                         | 2:08.44 |                      |
| Medalha de prata  | Feyisa Lilesa               | ETH Etiópia                        | 2:09:54 |                      |
| Medalha de bronze | Galen Rupp                  | USA Estados Unidos                 | 2:10:05 | Recorde pessoal      |
| 4                 | Ghirmay Ghebreslassie       | ERI Eritreia                       | 2:11:04 |                      |
| 5                 | Alphonce Felix Simbu        | TAN Tanzânia                       | 2:11:15 |                      |
| 6                 | Jared Ward                  | USA Estados Unidos                 | 2:11:30 | Recorde pessoal      |
| 7                 | Tadesse Abraham             | SUI Suíça                          | 2:11:42 |                      |
| 8                 | Solomon Mutai               | UGA Uganda                         | 2:11:49 | Recorde pessoal      |
| 9                 | Callum Hawkins              | GBR Grã-Bretanha                   | 2:11:52 |                      |
| 10                | Eric Gillis                 | CAN Canadá                         | 2:12:29 |                      |
| 11                | Abdi Nageeye                | NED Países Baixos                  | 2:13:01 |                      |
| 12                | Mumin Gala                  | DJI Djibuti                        | 2:13:04 | Recorde pessoal      |
| 13                | Lemi Berhanu Hayle          | ETH Etiópia                        | 2:13:29 |                      |
| 14                | Stephen Kiprotich           | UGA Uganda                         | 2:13:32 |                      |
| 15                | Paulo Roberto de Paula      | BRA Brasil                         | 2:13:56 | Recorde da temporada |
| 16                | Satoru Sasaki               | JPN Japão                          | 2:13:57 |                      |
| 17                | Kaan Kigen Özbilen          | TUR Turquia                        | 2:14:11 |                      |
| 18                | Bayron Piedra               | ECU Equador                        | 2:14:12 | Recorde pessoal      |
| 19                | Sondre Nordstad Moen        | NOR Noruega                        | 2:14:17 |                      |
| 20                | Oleksandr Sitkovskyy        | UKR Ucrânia                        | 2:14:24 |                      |
| 21                | Amanuel Mesel               | ERI Eritreia                       | 2:14:37 |                      |
| 22                | Koen Naert                  | BEL Bélgica                        | 2:14:53 |                      |
| 23                | Reid Coolsaet               | CAN Canadá                         | 2:14:58 |                      |
| 24                | Lusapho April               | RSA África do Sul                  | 2:15:24 |                      |
| 25                | Thonakal Gopi               | IND Índia                          | 2:15:25 | Recorde pessoal      |
| 26                | Kheta Ram                   | IND Índia                          | 2:15:26 | Recorde pessoal      |
| 27                | Pak Chol                    | PRK Coreia do Norte                | 2:15:27 |                      |
| 28                | Evans Kiplagat              | AZE Azerbaijão                     | 2:15:31 |                      |
| 29                | Dong Guojian                | CHN China                          | 2:15:32 |                      |
| 30                | Ihor Olefirenko             | UKR Ucrânia                        | 2:15:36 |                      |
| 31                | Liam Adams                  | AUS Austrália                      | 2:16:12 |                      |
| 32                | Paul Pollock                | IRL Irlanda                        | 2:16:24 |                      |
| 33                | Meb Keflezighi              | USA Estados Unidos                 | 2:16:46 |                      |
| 34                | Anuradha Cooray             | SRI Sri Lanka                      | 2:17:06 |                      |
| 35                | Abdi Hakin Ulad             | DEN Dinamarca                      | 2:17:06 |                      |
| 36                | Suehiro Ishikawa            | JPN Japão                          | 2:17:08 |                      |
| 37                | Marius Ionescu              | ROU Romênia                        | 2:17:27 |                      |
| 38                | Ruggero Pertile             | ITA Itália                         | 2:17:30 |                      |
| 39                | Artur Kozłowski             | POL Polônia                        | 2:17:34 |                      |
| 40                | Nicolás Cuestas             | URU Uruguai                        | 2:17:44 |                      |
| 41                | Pardon Ndhlovu              | ZIM Zimbabwe                       | 2:17:48 |                      |
| 42                | Víctor Aravena              | CHI Chile                          | 2:17:49 |                      |
| 43                | Saidi Makula                | TAN Tanzânia                       | 2:17:49 |                      |
| 44                | Florent Caelen              | BEL Bélgica                        | 2:17:59 |                      |
| 45                | Raúl Machacuay              | PER Peru                           | 2:18:00 |                      |
| 46                | Richer Pérez                | CUB Cuba                           | 2:18:05 |                      |
| 47                | Michael Shelley             | AUS Austrália                      | 2:18:06 |                      |
| 48                | Ihor Russ                   | UKR Ucrânia                        | 2:18:19 |                      |
| 49                | Carles Castillejo           | ESP Espanha                        | 2:18:34 |                      |
| 50                | Andrés Zamora               | URU Uruguai                        | 2:18:36 | Recorde pessoal      |
| 51                | Ercan Muslu                 | TUR Turquia                        | 2:18:40 |                      |
| 52                | Cristhian Pacheco           | PER Peru                           | 2:18:41 |                      |
| 53                | Mariano Mastromarino        | ARG Argentina                      | 2:18:44 |                      |
| 54                | Daniel Vargas               | MEX México                         | 2:18:51 |                      |
| 55                | Philipp Pflieger            | GER Alemanha                       | 2:18:56 |                      |
| 56                | Willem Van Schuerbeeck      | BEL Bélgica                        | 2:18:56 | Recorde da temporada |
| 57                | Stefano La Rosa             | ITA Itália                         | 2:18:57 |                      |
| 58                | Cuthbert Nyasango           | ZIM Zimbabwe                       | 2:18:58 |                      |
| 59                | Marílson Gomes dos Santos   | BRA Brasil                         | 2:19:09 |                      |
| 60                | Tewelde Estifanos           | ERI Eritreia                       | 2:19:12 |                      |
| 61                | Roman Fosti                 | EST Estônia                        | 2:19:26 |                      |
| 62                | Atef Saad                   | TUN Tunísia                        | 2:19.50 |                      |
| 63                | Tiidrek Nurme               | EST Estônia                        | 2:20:01 |                      |
| 64                | Kevin Seaward               | IRL Irlanda                        | 2:20:06 |                      |
| 65                | Jesús España                | ESP Espanha                        | 2:20:08 |                      |
| 66                | Raúl Pacheco                | PER Peru                           | 2:20:13 |                      |
| 67                | Juan Carlos Trujillo        | GUA Guatemala                      | 2:20:24 |                      |
| 68                | Abdelmajid El Hissouf       | MAR Marrocos                       | 2:20:29 |                      |
| 69                | Stsiapan Rahautsou          | BLR Bielorrússia                   | 2:20:34 |                      |
| 70                | Mynhardt Kawanivi           | NAM Namíbia                        | 2:20:45 | Recorde da temporada |
| 71                | Julian Flügel               | GER Alemanha                       | 2:20:47 |                      |
| 72                | Daviti Kharazishvili        | GEO Geórgia                        | 2:20:47 |                      |
| 73                | Rachid Kisri                | MAR Marrocos                       | 2:21:00 |                      |
| 74                | Maru Teferi                 | ISR Israel                         | 2:21:06 |                      |
| 75                | Remigijus Kančys            | LTU Lituânia                       | 2:21:10 |                      |
| 76                | Christian Kreienbühl        | SUI Suíça                          | 2:21:13 |                      |
| 77                | Mohamed Hrezi               | LBA Líbia                          | 2:21:17 |                      |
| 78                | Solonei da Silva            | BRA Brasil                         | 2:22:05 |                      |
| 79                | Andrés Ruiz                 | COL Colômbia                       | 2:22:09 |                      |
| 80                | Jackson Kiprop              | UGA Uganda                         | 2:22:09 |                      |
| 81                | Scott Westcott              | AUS Austrália                      | 2:22:19 |                      |
| 82                | Guor Marial                 | SSD Sudão do Sul                   | 2:22:45 | Recorde da temporada |
| 83                | Uladzislau Pramau           | BLR Bielorrússia                   | 2:22:48 |                      |
| 84                | Nitendra Singh              | IND Índia                          | 2:22:52 |                      |
| 85                | Miguel Angel Almachi        | ECU Equador                        | 2:23:00 |                      |
| 86                | Ilya Tiapkin                | KGZ Quirguistão                    | 2:23:19 |                      |
| 87                | Gábor Józsa                 | HUN Hungria                        | 2:23:22 |                      |
| 88                | Gerald Giraldo              | COL Colômbia                       | 2:23:48 |                      |
| 89                | Luis Molina                 | ARG Argentina                      | 2:23:55 |                      |
| 90                | Yonas Kinde                 | ROT Equipe Olímpica de Refugiados  | 2:24:08 |                      |
| 91                | Duo Bujie                   | CHN China                          | 2:24:22 |                      |
| 92                | Bat-Ochiryn Ser-Od          | MGL Mongólia                       | 2:24:26 |                      |
| 93                | Jordan Chipangama           | ZAM Zâmbia                         | 2:24:58 |                      |
| 94                | Hisanori Kitajima           | JPN Japão                          | 2:25:11 |                      |
| 95                | Lebenya Nkoka               | LES Lesoto                         | 2:25:13 |                      |
| 96                | Renxue Zhu                  | CHN China                          | 2:25:31 |                      |
| 97                | Sibusiso Nzima              | RSA África do Sul                  | 2:25:33 |                      |
| 98                | Daniel Estrada              | CHI Chile                          | 2:25:33 |                      |
| 99                | Ambroise Uwiragiye          | RWA Ruanda                         | 2:25:57 |                      |
| 100               | Ho Chin-ping                | TPE Taipé Chinês                   | 2:26:00 |                      |
| 101               | Mihail Krassilov            | KAZ Cazaquistão                    | 2:26:11 |                      |
| 102               | David Carver                | MRI Maurício                       | 2:26:16 |                      |
| 103               | Mick Clohissey              | IRL Irlanda                        | 2:26:34 |                      |
| 104               | Hakim Sadi                  | ALG Argélia                        | 2:26:47 |                      |
| 105               | Roman Prodius               | MDA Moldávia                       | 2:27:01 |                      |
| 106               | Luis Orta                   | VEN Venezuela                      | 2:27:05 |                      |
| 107               | Gantulga Dambadarjaa        | MGL Mongólia                       | 2:27:42 |                      |
| 108               | Enzo Yáñez                  | CHI Chile                          | 2:27:47 |                      |
| 109               | Gáspár Csere                | HUN Hungria                        | 2:28:03 |                      |
| 110               | Martín Cuestas              | URU Uruguai                        | 2:28:10 |                      |
| 111               | Valdas Dopolskas            | LTU Lituânia                       | 2:28:21 |                      |
| 112               | Fabiano Joseph Naasi        | TAN Tanzânia                       | 2:28:31 |                      |
| 113               | Makorobondo Salukombo       | COD República Democrática do Congo | 2:28:54 |                      |
| 114               | Derek Hawkins               | GBR Grã-Bretanha                   | 2:29:24 |                      |
| 115               | Pierre-Célestin Nihorimbere | BDI Burundi                        | 2:29:38 |                      |
| 116               | Christoforos Merousis       | GRE Grécia                         | 2:29:39 |                      |
| 117               | Anton Kosmač                | SLO Eslovênia                      | 2:29:48 |                      |
| 118               | José Amado García           | GUA Guatemala                      | 2:30:11 |                      |
| 119               | Anđelko Rističević          | SRB Sérvia                         | 2:30:17 |                      |
| 120               | Ricardo Ramos               | MEX México                         | 2:30:20 |                      |
| 121               | Tesama Moogas               | ISR Israel                         | 2:30:30 |                      |
| 122               | Ageze Guadie                | ISR Israel                         | 2:30:45 |                      |
| 123               | Rui Pedro Silva             | POR Portugal                       | 2:30:52 |                      |
| 124               | Segundo Jami                | ECU Equador                        | 2:31:07 |                      |
| 125               | Diego Colorado              | COL Colômbia                       | 2:31:20 |                      |
| 126               | Bekir Karayel               | TUR Turquia                        | 2:31:27 |                      |
| 127               | Nicolae Soare               | ROU Romênia                        | 2:31:53 |                      |
| 128               | Yared Shegumo               | POL Polônia                        | 2:31:54 |                      |
| 129               | Mohammad Jafar Moradi       | IRI Irã                            | 2:31:58 |                      |
| 130               | Tseveenravdan Byambajav     | MGL Mongólia                       | 2:36:14 |                      |
| 131               | Son Myeong-jun              | KOR Coreia do Sul                  | 2:36:21 |                      |
| 132               | Michael Kalomiris           | GRE Grécia                         | 2:37:03 |                      |
| 133               | Boonthung Srisung           | THA Tailândia                      | 2:37:46 |                      |
| 134               | Ricardo Ribas               | POR Portugal                       | 2:38:29 |                      |
| 135               | Jorge Castelblanco          | PAN Panamá                         | 2:39:25 |                      |
| 136               | Derlis Ayala                | PAR Paraguai                       | 2:39:40 |                      |
| 137               | Federico Bruno              | ARG Argentina                      | 2:40:05 |                      |
| 138               | Shim Jung-sub               | KOR Coreia do Sul                  | 2:42:42 |                      |
| 139               | Kuniaki Takizaki            | CAM Camboja                        | 2:45:55 |                      |
| 140               | Methkal Abu Drais           | JOR Jordânia                       | 2:46:18 |                      |
| –                 | Wesley Korir                | KEN Quênia                         | DNF     |                      |
| –                 | Stanley Biwott              | KEN Quênia                         | DNF     |                      |
| –                 | Isaac Korir                 | BRN Bahrein                        | DNF     |                      |
| –                 | Tsepo Mathibelle            | LES Lesoto                         | DNF     |                      |
| –                 | Wissem Hosni                | TUN Tunísia                        | DNF     |                      |
| –                 | Henryk Szost                | POL Polônia                        | DNF     |                      |
| –                 | Lungile Gongqa              | RSA África do Sul                  | DNF     |                      |
| –                 | El-Hadi Laameche            | ALG Argélia                        | DNF     |                      |
| –                 | Alemu Bekele                | BRN Bahrein                        | DNF     |                      |
| –                 | Abraham Niyonkuru           | BDI Burundi                        | DNF     |                      |
| –                 | Wirimai Juwawo              | ZIM Zimbabwe                       | DNF     |                      |
| –                 | Tesfaye Abera               | ETH Etiópia                        | DNF     |                      |
| –                 | Tsegai Tewelde              | GBR Grã-Bretanha                   | DNF     |                      |
| –                 | Daniele Meucci              | ITA Itália                         | DNF     |                      |
| –                 | Andrey Petrov               | UZB Uzbequistão                    | DNF     |                      |

Legenda
| Recorde mundial      | Recorde mundial (World record)               |                       | Recorde africano                      | Recorde africano (African) |                                           | Q | Classificado por posição (Qualified) |
| Recorde olímpico     | Recorde olímpico (Olympic record)            | Recorde da América    | Recorde da América (Americas)         | q                          | Classificado por melhor tempo (Qualified) |   |                                      |
| Melhor marca do ano  | Melhor marca do ano (World leading)          | Recorde asiático      | Recorde asiático (Asian)              | DNS                        | Não largou (Did not start)                |   |                                      |
| Recorde nacional     | Recorde nacional (National record)           | Recorde europeu       | Recorde europeu (European)            | DNF                        | Não terminou (Did not finish)             |   |                                      |
| Recorde pessoal      | Recorde pessoal do atleta (Personal best)    | Recorde da Oceania    | Recorde da Oceania (Oceania)          | DSQ / DQ                   | Desclassificado (Disqualified)            |   |                                      |
| Recorde da temporada | Recorde da temporada do atleta (Season best) | Recorde sul-americano | Recorde sul-americano (South America) | NM                         | Sem marca (No mark)                       |   |                                      |